# Mevania albofasciata
Mevania albofasciata là một loài bướm đêm thuộc phân họ Arctiinae, họ Erebidae.